# Utica (Ohio)
Utica é uma vila localizada no estado norte-americano de Ohio, no Condado de Knox e Condado de Licking.

## Demografia
Segundo o censo norte-americano de 2000, a sua população era de 2130 habitantes.
Em 2006, foi estimada uma população de 2107, um decréscimo de 23 (-1.1%).

## Geografia
De acordo com o United States Census Bureau tem uma área de
4,4 km², dos quais 4,4 km² cobertos por terra e 0,0 km² cobertos por água. Utica localiza-se a aproximadamente 272 m acima do nível do mar.

## Localidades na vizinhança
O diagrama seguinte representa as localidades num raio de 20 km ao redor de Utica.